# Matériel moteur de la Renfe
Liste du matériel moteur de la Renfe réformé ou en service au 1er janvier 2007.
La Renfe classe son matériel par numéros, une centaine étant attribuée à un type: par exemple 200 pour les locomotives électriques. Les sous-séries sont notées par un ".". On distingue également des affectations selon l'usage fait des matériels. Ces affectations peuvent être Longues Distances (LD), Moyennes distances (MD), Banlieue (C, pour Cercanias), Marchandises (M), entretien des voies (ADIF, Administracion de las Infraestructuras Ferroviarias)

## Liste matériel moteur

### Automotrices
- 432 : 10 unités, 3 kV continu (MD)
- 440 : 9 unités, 3 kV continu (MD) 10 (C)
- 440R : 6 unités, 3 kV continu, série 440 reconstruites (MD) 97 (3 voitures) + 4 (2 voitures) (C)
- 442 : 5 unités à voie métrique. Circulent sur la ligne Cercedilla - Los Cotos 1.5 kV continu (C)
- 443 "platanito" : 1 unité prototype pendulaire ETR 401, 1976, 3 kV
- 444 : utilisées sur le Catalogne Express, 4 unités, 3 kV continu (MD)
- 446 : 93+73 unités en deux sous séries 446.0 et 442.2, 3 kV continu (C)
- 447 : 183 unités 3 kV continu (C)
- 448 : 2 en service, anciennes 444.5, 3 kV continu (LD) 49 (MD)
- 449 : 57 unités, 2008, 3 kV
- 450 & 451 : 24 + 12 unités à deux étages. Les 450 sont composées de 6 voitures, les 451 de 3 seulement. (C)
- 462 : 3 prototypes des unités Civia (C)
- 463 : 34 unités Civia 3 voitures en cours de livraison, 3 kV continu (C)
- 464 : 89 unités Civia 4 voitures en cours de livraison, 3 kV continu (C)
- 465 : 135 unités Civia 5 voitures en cours de livraison, 3 kV continu (C)
- 470 : 57 unités, 3 kV continu (MD)
- 490 : automotrices pendulaires Pendolino aptes à V220, 10 en service, 3 kV continu (LD)

### Autorails
- 591-3 :
- 592 : "Chameaux". 20 unités (MD) 24+2 unités (C)
- 592-3 : 1 unité (C)
- 593 : 2 unités (MD)
- 594.0 : 13 unités (MD)
- 594.1 : 8 unités pendulaires (MD)
- 594.2 : 2 unités, à écartement variable (MD)
- 596 : 23 unités (MD)
- 598 : 21 unités pendulaires (MD)
- 599 :

### Locomotives

#### Électriques

##### Voie large
- 1 à 7 : 7 unités, AA à courant triphasé 6 kV 25 Hz
- 250 : 27 en service, CC en 3 kV continu (M)
- 251 : 29 en service, Bo'Bo'Bo', 3 kV continu (M)
- 260 : 6 unités, 1923, Co'Co', 3 kV continu
- 261 "paloma" : 6 unités, 1924, Co'Co', 3 kV continu
- 252 : 52 unités, Bo'Bo', 3 kV continu (LD)
- 253 : 100 unités, Bo'Bo', 3 kV continu (M)
- 269.0 : 76 unités B'B', 3 kV continu V80/V140 (M)
- 269.2 : 1 unité B'B', 3 kV continu (LD) 53 unités V100/V160 (M)
- 269.4 : 14 unités B'B', 3 kV continu (LD)
- 269.5 : 15 unités B'B', 3 kV continu V90/V160 (M)
- 269.6 : 4 unités B'B', 3 kV continu (LD)
- 269.7 : 7 unités B'B', 3 kV continu réducteur bloqué sur V120 (M)
- 269.75 : 7 unités B'B'+B'B', 3 kV continu réducteur bloqué sur V120, machines en UM permanente (M)
- 269.8 : 100 unités B'B', 3 kV continu réducteur bloqué sur V100 (M)
- 269.85 : 7 unités B'B'+Bo'Bo', 3 kV continu réducteur bloqué sur V100, machines en UM permanente (M)
- 269.9 : 9 unités B'B', 3 kV continu (LD)
- 269.95 : 16 unités B'B' issues de 269.2 reconstruites, réducteur bloqué sur V100, 3kV continu (LD)
- 270 : 12 unités, 1928, Co'Co', 1.5 kV
- 271 : 25 unités, 1928, (1'Co)(Co1'), 1.5 kV
- 272 : 12 unités, 1928, (2'Co)(Co2'), 1.5 kV
- 273 "Leona" : 1 unité, 1931, (2'Co)(Co2'), 1.5 kV
- 274 : 24 unités, 1944, Co'Co', 1.5 kV continu
- 275 : 12 unités, 1944, (2'Co)(Co2'), 1.5 kV
- 276.0 : 99 unités, 1956, Co'Co', 3 kV continu
- 277 : 75 unités Co'Co', 1952, 3 kV continu V110
- 278 : 29 unités Bo'Bo'Bo', 1954, 3 kV continu V110
- 279 : 9 unités B'B' bicourant 3 kV / 1,5 kV continu V80/V130 (M)
- 280 : 4 unités B'B' bicourant 3 kV / 1,5 kV continu V80/V130 (M)
- 289 : 6 unités B'B' bicourant 3 kV / 1,5 kV continu V80/V130 (M)
- 289.1 : 9 unités B'B'+B'B' 3 kV / 1,5 kV continu, réducteur bloqué sur V100 (M)

##### Voie normale
- 252 AVE : 12 unités, BB, bicourant 3 kV continu 25 kV alternatif (LD)

#### Diesel

##### Voie large
- 301 : B, 5 locotracteurs en service (ADIF)
- 303 : C, 7 locotracteurs en service (ADIF)
- 308 : Bo'Bo', 8 en service (M)
- 309 : C, 16 en service (M)
- 310.0 : Bo'Bo', 54 en service (M)
- 310.1 : Bo'Bo', 4 en service (M)
- 311.0 : Bo'Bo', 1 unité, 1985-1997
- 311.1 : Bo'Bo', 60 unités, 10 en service (LD) ; 50 (M)
- 313 : Co'Co', 1965-1999
- 319.0 : Co'Co', 14 en service (LD)
- 319.20 : Co'Co', 20 en service (M)
- 319.22 : Co'Co', 30 en service (M) ; 1 (ADIF)
- 319.3 : Co'Co', 14 en service, machines issues de la reconstruction/remotorisation de 319.0 (LD) ; 21 (M) ; 1 (ADIF)
- 319.4 : Co'Co', 10 en service (M)
- 321 : Co'Co', 11 en service (ADIF)
- 333.0 : Co'Co', 8-5 en service, sur la série de 93 presque toutes ont été reconstruites. (LD) ; 7 (M)
- 333.1 : Co'Co', 6 + 5 pas renumérotées en service, issues de la série précédente. (LD)
- 333.2 : Co'Co', 1 en service, machine prévue pour V160, bogies et engrenages revus (LD)
- 333.3 : Co'Co', 42 en service, machines reconstruites à partir de 333.0 genre Prima Alstom (M)
- 333.4 : Co'Co', 8 en service, machines reconstruites à partir de 333.0 genre Prima Alstom (LD)
- 334 : Bo'Bo', 28 en service, machines issues de la reconstruction/remotorisation de 333.0 (LD)
- 340 : B'B', Diesel hydrauliques, 1966
- 354 : B'B', 4 engins "bas profil" pour la traction des trains Talgo (LD)
- 355 : BT, 2 locomotives accouplées à des rames d'inspection reconstruites sur base de Talgo XXI, V 220 (ADIF) (ont un seul bogie avec deux axes moteurs, de l'autre côté reposent sur une rame Talgo)

##### Voie normale
- 319.2 AVE , Co'Co', 1 en service (ADIF)
- 319.3 : Co'Co', 4 en service, machines issues de la reconstruction/remotorisation de 319.0 (ADIF)
- engins loués (10 x L10 ; 11 x L21 ; 2 x L36) (ADIF)

### Grande vitesse

#### Automotrices
- 100 : 18 unités, V300, construites par Alsthom / CAF / MTM, 25kV alternatif (LD)
- 101 : version voie large des 100 (6 unités) (LD)
- 102 : 46 unités, V330, construites par Talgo / Bombardier, 25kV alternatif (LD)
- 103 : 26 en commande, en construction par Siemens / Renfe Integria. Version espagnole de l'ICE3. V350. (LD)
- 104 : version V250 de la série 490, 20 rames en service (MD)
- 114 :
- 120 : 28 unités à écartement variable, bicourant (LD)
- 121 :
- 130 : 45 en commande, bicourant (LD)
- A10 : 1 rame laboratoire sur base du prototype Talgo 350, V350 (ADIF)

#### Locomotives
- 252 : BB, 8 en service, V220, bicourant 3 kV continu 25 kV alternatif (LD)
- 269.4 : BB, 5 en service, V160, 3 kV continu (LD)